# Rhizophagus bipunctatus
Rhizophagus bipunctatus är en skalbaggsart som först beskrevs av Thomas Say.  Rhizophagus bipunctatus ingår i släktet Rhizophagus och familjen gråbaggar. Inga underarter finns listade i Catalogue of Life.